# Взрывы в пабах Бирмингема
Взрывы в пабах Бирмингема (англ. Birmingham pub bombings) произошли 21 ноября 1974 в двух пабах — «Малберри Буш» и «Тэвёрн ин зе Таун» (до того, как стать рестораном, носил имя «Ярд оф Эйл»). Несмотря на отправленные предупреждения, персонал и посетители не были вовремя эвакуированы. Взрыв унёс жизни 21 человека и ранил 182. Во взрыве обвинили боевиков Ирландской республиканской армии, в особенности, боевую группу «Красный Флаг 74» (англ. Red Flag 74), однако эту версию отвергла полиция.
По причине того, что обвинения предъявили в адрес ИРА, по Великобритании прокатилась волна ирландских погромов. Спустя несколько дней Британскому правительству был предоставлен Акт о предотвращении терроризма. Полицией были задержаны шестеро ирландцев, обвинявшихся во взрыве, и всех в 1975 году приговорили к пожизненному лишению свободы. Однако спустя 16 лет дело было пересмотрено, и всех шестерых оправдали: следствие установило, что полиция под пытками вынудила всех оговорить себя.
Этот теракт был крупнейшим в истории Великобритании до июля 2005 года, когда в Лондонском метро прогремели взрывы. В 35-летнюю годовщину трагедии в бирмингемском соборе Богородицы и Святого Андрея прошла поминальная служба, а в соборе Святого Филиппа был установлен памятник.

## Взрывы
В 20:11 в редакцию газеты Birmingham Post поступил телефонный звонок. Мужчина с ирландским акцентом сообщил: «В Ротунде и на Нью-Стрит в здании налоговой службы заложены бомбы». Аналогичный звонок был совершён в газету Birmingham Evening Mail от имени некоего боевика ИРА, и тот сообщил также о бомбе в Ротунде. Ротунда — это 25-этажное офисное здание, на первых двух этажах которого располагался паб «Малберри Буш» (англ. Mulberry Bush). Полиция начала обыскивать нижние этажи здания, однако вывести толпу из бара на улицу не сумела. Спустя шесть минут после звонка в 20:17 прогремел мощный взрыв, и помещения паба начали рушиться. В результате взрыва погибли на месте 10 человек, десятки были ранены. В числе погибших была женщина: её ранения были настолько тяжёлыми, что спасти её жизнь не предоставлялось возможным, и её на месте исповедал католический священник.
Полиция собиралась эвакуировать персонал и посетителей бара «Тэвёрн ин зе Таун» на Нью-Стрит напротив Кинг-Эдвард-Хаус, когда в 20:27 сдетонировала вторая бомба. Жертвами взрыва стали 11 человек, ещё множество получили ранения. Тела погибших и раненых были разбросаны по всей площади бара. В результате взрыва была заблокирована дорога для автобуса из Вест-Мидландса. Сила взрыва была настолько сильной, что тела нескольких погибших в буквальном смысле были впечатаны в кирпичную стену перед входом в Кинг-Эдвард-Хаус. Останки тел застряли между кусками мрамора и электропроводкой: в течение нескольких часов пожарные вынимали их оттуда. Расстояние между двумя пабами составляло 46 м, и здания около пабов были серьёзно повреждены. На проезжей части валялись осколки выбитых из домов стёкол. Как выяснилось, ещё одна бомба на основе гремучего студня была спрятана у здания Barclays Bank на Хэгли-Роуд, но не взорвалась.
В общей сложности погиб 21 человек, 182 были ранены. Большинство жертв и пострадавших были молодыми людьми в возрасте от 17 до 25 лет. В числе жертв названы братья Дезмонд и Юджин Рилли, а также 17-летняя Джейн Девис, самая юная из погибших. Её близкая подруга, 18-летняя Максин Хэмблтон, пришла в «Тэвёрн ин зе Таун», чтобы приобрести билеты с друзьями на вечеринку. Она погибла прямо на месте: за её спиной и взорвалась бомба, спрятанная в сумке.

## Последствия
СМИ, полиция и правительство обвинили немедленно в подготовке теракта боевиков ИРА. Через несколько дней правительство представило Акт о предотвращении терроризма. Помимо всего прочего, были изданы распоряжения об аресте и задержании всех подозреваемых на семь дней без предъявления обвинения, что позволяло переправлять людей в Северную Ирландию или Республику Ирландия. Министр внутренних дел Рой Дженкинс назвал введённый Акт «беспрецедентными драконовскими мерами мирного времени», хотя и признал их необходимыми. Некоторые из людей требовали добавить в акт пункт, позволяющий в виде исключения без суда и следствия приговаривать виновников к смертной казни через повешение, однако член Военного совета ИРА Дэвид О'Коннелл (ирл. Dáithí Ó Conaill) пригрозил смертью двух британских солдат за каждого убитого солдата ИРА, и в итоге идея о введении смертной казни через повешение провалилась. Акт был утверждён 29 ноября 1974.
По стране прокатилась волна ирландских погромов: поджоги домов, угрозы взрывов, избиения ирландских граждан и представителей ирландской общины, шантаж предпринимателей. Так, в Бирмингеме был разгромлен Ирландский центр: англичане, по свидетельствам, швырялись в ирландцев кирпичами и пытались кому-то разбить головы. Опасаясь за своих соотечественников, Военный совет ИРА строго ограничил передвижения и действия своих подразделений в Бирмингеме.

## Ответственность

### Временная ИРА
На следующий день после взрывов ИРА объявила о своей непричастности к взрывам. Всё тот же О'Коннелл кратко выразился о случившемся:

Если бы члены ИРА действительно готовили такое нападение, их бы отдали под суд и казнили. У ИРА есть чёткие правила ведения войны. Любое нападение на гражданское учреждение предваряется предупреждением за 30 минут до этого, чтобы не подставить под удар мирных жителей.
Оригинальный текст (англ.)If IRA members had carried-out such attacks, they would be court-martialled and could face the death penalty. The IRA has clear guidelines for waging its war. Any attack on non-military installations must be preceded by a 30-minute warning so that no innocent civilians are endangered..

В то же время лондонские представители ИРА свалили вину на Ольстерских добровольцев, которые затеяли грандиозную антиирландскую провокацию в Великобритании. Роберт Уайт в своей биографической книге о Руадри О'Брада писал, что всё руководство ИРА было шокировано известиями о взрыве. О'Брада, который тогда возглавлял партию Шинн Фейн, подтвердил, что ИРА никаких санкций и приказов о нападении не делала, и его внутреннее расследование подтвердило этот факт. Однако журналисты, проведя свои независимые расследования, сделали вывод, что члены ИРА низшего порядка соврали О'Коннеллу. В 1985 году на телеканале Granada TV в ток-шоу World in Action бывший начальник штаба ИРА Джо Кэхилл, подтвердил причастность ИРА. Морин Митчелл, выжившая во время взрыва, лично заявила, что встречалась с боевиком ИРА после случившегося, и тот признался в том, что именно его соратники заложили бомбы, но добавил, что это была ошибка. Разговоры об ошибочных действиях националистов продолжались: Денис Фоул призывал ИРА покаяться за теракт, да и сама партия Шинн Фейн назвала случившееся роковым просчётом и готова была сотрудничать со следствием, если обвинения в адрес ИРА подтвердятся.
Одним из обвиняемых был Мик Мюррэй, и его приговорили к 12 годам в тюрьмы в то же время, пока шёл процесс над шестёркой других обвиняемых.

### Red Flag 74
Через два дня после взрыва в Лондоне в агентство новостей позвонила девушка, которая сообщила, что виновниками взрыва являются члены Манчестерской Бригады Красного Флага 74. Эта бригада входила в состав Международной марксистской группы и насчитывала 500 человек. Хотя бригада признавалась в организации более ранних взрывов (в том числе в Тауэре) и подтвердила факт, что проводила обучения в лагерях ИРА и получила взрывчатку, полиция скептически отнеслась к заявлениям марксистов и не завела на них дело.

### Бирмингемская шестёрка
В ту же ночь спустя считанные часы шесть ирландцев, которые попытались на пароме уплыть в Белфаст, были арестованы: при обыске у них обнаружили взрывчатку. Их прозвали «Бирмингемской шестёркой». Все шестеро признались в содеянном после серии допросов, сопровождавшейся побоями и пытками. В августе 1975 года суд приговорил их к пожизненному лишению свободы, однако в течение 16 лет в тюрьму поступали заявления с просьбами о досрочном освобождении по состоянию здоровья и протестами против содержания в подобных условиях. Вскоре состоялись слушания в апелляционном суде. Экспертиза учёных подтвердила, что из всех осуждённых насильственно выбивали показания и в итоге всех шестерых заставили оговорить себя, и 14 марта 1991 года Апелляционный суд Англии и Уэльса отменил приговор.
Патрик Хилл, один из осуждённых, в апреле 2012 года заявил, что вместе со своими сокамерниками знал имена организаторов теракта, однако при этом добавил, что кроме них, правду знает только ИРА и само правительство Великобритании.

## Возможное возобновление расследования
Джули и Брайан Хэмблтон, сестра и брат погибшей Максин Хэмблтон, в 2013 году начали кампанию «Правосудие за 21» (англ. Justice For The 21) в виде интернет-петиции, целью которой являлось возобновление расследования и привлечение виновников к уголовной ответственности.

## В массовой культуре
- 28 марта 1990 телесеть ITV на Granada Television показала документальный фильм «Кто взорвал Бирмингем?» (англ.  Who Bombed Birmingham?), в котором была воссоздана картина взрыва[35]. Режиссёром фильма выступил Майк Бекхэм, автором сценария Роб Ритчи. В фильме снялись Джон Хёрт, Мартин Шоу и Патрик Мэлэхайд[36][37].
- В романе Джонатана Коу «Клуб ракалий» упоминаются ключевые элементы картины терактов в Бирмингеме[38].
- В соборе Святого Филиппа установлен памятник погибшим[39].